# 朱友珪
朱 友珪（しゅ ゆうけい）は、五代後梁の第2代皇帝。父を殺して即位するが、即位後の暴政もあってすぐに廃されて殺された。

## 生涯

### 帝位簒奪
光啓2年（886年）、朱温（後の朱全忠）が亳州に向かった際に召した妓娼が生んだ庶子である。誕生した後に父に迎えられた朱友珪は、少年時代から優れた素質を見せていた長兄の朱友裕とよく比較されて、父から露骨に疎まれたという。そのために、朱友珪は粗暴で残忍な性格に育ったと言われている。
開平元年（907年）に郢王に封じられた。開平4年（910年）に左右控鶴都指揮使に任じられ、諸軍都虞候も兼務したが、晋王李存勗の軍勢との戦いで敗戦が相次いだため、激怒した父から「私の息子は豚犬以下だ」と罵られた。
その後、父が仮子の博王朱友文に帝位を譲ることを考慮し、実子の朱友珪を萊州刺史として左遷しようとした（後継者である長男の朱友裕には既に先立たれていた）。この後継工作を朱全忠の側に侍っていた夫人の張氏から全て聞かされた朱友珪は先手を打って、朱全忠の重臣に対する非道な行いに不満と恐怖を抱いていた左龍虎軍（近衛軍）を味方に引き入れ、500人の兵を率いて宮中に乱入し、乾化2年（912年）に朱全忠を暗殺した。
朱友珪はさらに朱全忠暗殺の責任を全て朱友文に被せて、妻子共々に処刑した。そして偽詔を発して皇帝に即位した。

### 最期
朱友珪は帝位を簒奪したが、亡父から疎まれていたことでもわかるように、人望や軍事的な素質にも欠け、かつ殺戮を好んだ。周囲の歓心を買うための人事や厚い褒賞を行なうが、元来の荒淫の生活を送り続け、人々の不満を買った。河中にいた護国節度使で朱全忠の仮子だった朱友謙は、朱友珪から侍中・中書令に任命すると誘われていたが、拒絶して敵対していた李存勗に援軍を求めた。朱友珪は怒って討伐軍を派遣したが、李存勗軍に大敗した。
また同じ頃、開封に駐屯していた後梁軍に謀反の企みありという噂が流れ、朱友珪に疑いを持たれた。ただしこの時点では朱友珪に対する不満こそはあれども、反乱までは考えていなかった。しかし朱友珪の異母弟の朱友貞がこの軍を巧みに扇動して反乱を起こさせた。これを機に禁軍の不満が爆発し、遂に鳳暦元年（913年）2月に侍衛親軍都指揮使の袁象先らが宮中クーデターを起こす。朱友珪は逃亡しようとしたが既に手遅れだったため、側近に皇后の張氏を殺させ、次に自分を殺させたという。享年は28。
皇位は異母弟の朱友貞が継ぐことになった。死後は追廃され、庶人とされた。『旧五代史』にも『新五代史』にも本紀が立てられていない。

## 宗室

### 兄弟
- 郴王朱友裕
- 末帝朱友貞
- 福王朱友璋
- 賀王朱友雍
- 建王朱友徽
- 康王朱友敬

### 義兄弟
- 博王朱友文（康勤）
- 冀王朱友謙（朱簡）
- 左龍虎統軍朱友恭（李彦威）
- 朱友譲（李七郎）

### 親族

#### 伯父
- 広徳靖王朱全昱
- 朗王朱存

#### 従兄

##### 朱全昱の子
- 衡王朱友諒
- 恵王朱友能
- 邵王朱友誨

##### 朱存の子
- 安王朱友寧
- 密王朱友倫

名の表記は『新唐書』による。

### 后妃
- 張皇后

### 子女
不詳

## 元号
- 鳳暦（913年）

## 史料
『旧五代史』（梁書巻十二 宗室列伝）
郢王友珪，小字遙喜，太祖第三子也。母失其姓，本亳州營妓也。唐光啓中，帝徇地亳州，召而侍寢。月餘，將捨之而去，以娠告。是時，元貞張后賢而有寵，帝素憚之，由是不果攜歸大梁，因留亳州，以別宅貯之。及期，妓以生男來告。帝喜，故字之曰遙喜。後迎歸汴。受禪後封郢王。開平四年十月，檢校司徒，充左右控鶴都指揮使，兼管四蕃將軍。乾化元年，充諸軍都虞候。二年，弑太祖簒位，均王以兵討之，自殺，追廢為庶人。
『新五代史』（巻十三 梁家人伝）
嗚呼，春秋之法，是非與奪之際，難矣哉！或問：「梁太祖以臣弑君，友珪以子弑父，一也。與弑即位，踰年改元。春秋之法，皆以君書，而友珪不得列于本紀，何也？且父子之惡均，而奪其子，是與其父也，豈春秋之旨哉？」予應之曰：「梁事著矣！其父之惡，不待與奪其子而後彰，然末帝之志，不可以不伸也。春秋之法，君弑而賊不討者，國之臣子任其責。予於友珪之事，所以伸討賊者之志也。」